# Pougues-les-Eaux
Pougues-les-Eaux è un comune francese di 2 561 abitanti situato nel dipartimento della Nièvre nella regione della Borgogna-Franca Contea.

## Società

### Evoluzione demografica
Abitanti censiti